# Reallabor
Reallabore (englisch living labs) sind eine Form der Kooperation zwischen Wissenschaft und Zivilgesellschaft, bei der das gegenseitige Lernen in einem experimentellen Umfeld im Vordergrund steht. Akteure aus Wissenschaft und Praxis kommen dort zusammen, um auf Basis eines gemeinsamen Problemverständnisses wissenschaftlich und sozial robuste Lösungen zu erarbeiten und auszuprobieren. Der Begriff des Labors wird hier über seine klassische natur- und ingenieurwissenschaftliche Bedeutung hinaus erweitert auf einen sozialen Kontext. Mangels Kontrollgruppe ist die Validität des gewonnenen Wissens nur schwer zu beurteilen. Dennoch wurde der Ansatz in den letzten 20 Jahren besonders auch von der EU weiterentwickelt, denn Lösungen für wichtige Zukunftsfragen kann die Wissenschaft heute nur noch zusammen mit der Gesellschaft erarbeiten.
Es wird erwartet, dass die über Reallabore entwickelten wissenschaftlichen Erkenntnisse leichter von Politik, Zivilgesellschaft und Wirtschaft aufgegriffen werden und dass die Gesellschaft dadurch handlungsfähiger wird in Fragen einer nachhaltigen Entwicklung.

„Ein Reallabor bezeichnet einen gesellschaftlichen Kontext, in dem Forscher Interventionen im Sinne von »Realexperimenten« durchführen, um über soziale Dynamiken und Prozesse zu lernen.
Die Idee des Reallabores überträgt den naturwissenschaftlichen Labor-Begriff in die Analyse gesellschaftlicher und politischer Prozesse. Sie knüpft an die experimentelle Wende in den Sozial- und Wirtschaftswissenschaften an. Es bestehen enge Verbindungen zu Konzepten der Feld- und Aktionsforschung.“

## Kernkomponenten eines Reallabors
Reallabore zeichnen sich durch ihren Beitrag zur Nachhaltigkeitstransformation, Realexperimente, ein transdisziplinäres Vorgehen sowie gesellschaftliche und wissenschaftliche Lern- und Reflexionsprozesse aus. Neben diesen als größtenteils unstrittig geltenden Merkmalen wird in der Literatur eine detaillierte Liste an Kernkomponenten vorgeschlagen, die Reallabore genauer zu anderen wissenschaftlichen Arbeitsmodi abgrenzen:
1. Beitrag zur nachhaltigen Entwicklung als normativer Rahmen;
2. Erzeugung von kontextspezifischem System-, Ziel- und Transformationswissen;
3. realweltliche Probleme als Ausgangspunkt;
4. räumliche und thematische Eingrenzung des Labors;
5. transdisziplinäre Zusammenarbeit (Co-Leitung) mit klaren Rollen für Wissenschaft und Praxis;
6. realweltliche Interventionen (sog. Realexperimente);
7. zyklische Lernprozesse durch Reflexion und Variation;
8. Empowerment von Change Agents und Capacity Building.[11][2][12]

## Reallaborprozess
Reallabore werden häufig in drittmittelfinanzierten Forschungsprojekten etabliert (s. u.) und sind als Ausdrucksform einer transdisziplinären und transformativen Wissenschaft prozessorientiert. Der Kern der Reallabore, die realweltlichen Interventionen (Realexperimente), werden als Phase der sog. Co-Produktion von den Phasen des Co-Designs und der Co-Evaluation eingerahmt. Idealtypisch läuft ein Reallabor und die darin durchgeführten Realexperimente in den folgenden Prozessschritten ab:
- Co-Design: Bildung eines transdisziplinären Teams aus Wissenschaft und Praxis; gemeinsame Problemdefinition und -repräsentation; thematische und räumliche Eingrenzung; Systemanalyse; Generierung von Ideen für Interventionen (Realexperimente)
- Co-Produktion: Entscheidung für und Umsetzung von Interventionsidee(n); zyklische Reflexion und Nachsteuerung der in der Umsetzung befindlichen Interventionsidee(n); ggf. unmittelbare Anwendung und Nutzung von Zwischenergebnissen in der Praxis
- Co-Evaluation: Erfassung konkreter Ergebnisse; Co-Interpretation; Transfer in Wissenschaft und Praxis.

Die Prozessschritte werden in der Praxis häufig mehrfach und in flexibler Reihenfolge durchlaufen.

## Reallabor-Strategie des Bundeswirtschaftsministeriums
Der Reallabore-Ansatz wird mittlerweile in unterschiedlichen Ausprägungen angewendet. Das Bundeswirtschaftsministerium (BMWE) nutzt einen abgewandelten, auf die Erprobung digitaler Innovationen ausgerichteten Ansatz von Reallaboren als Testräume für Innovation und Regulierung (englisch: regulatory sandbox). In zeitlich und zumeist räumlich begrenzten Experimentierräumen sollen neue Technologien und Geschäftsmodelle erprobt werden können, die mit dem bestehenden Rechts- und Regulierungsrahmen nur bedingt vereinbar sind. Durch die Nutzung von Experimentierklauseln sollen Erfahrungen gemacht werden können, noch bevor ein endgültiger gesetzlicher Rahmen festgelegt wird. Die BMWE-Strategie verfolgt dabei drei Ziele: Förderung innovationsoffener Regulierung, Vernetzung und Information sowie Initiierung und Begleitung von Reallaboren.